# Al Fīyay
Al Fīyay är en ö i Förenade Arabemiraten.   Den ligger i emiratet Abu Dhabi, i den västra delen av landet, 120 kilometer väster om huvudstaden Abu Dhabi. Arean är 5,6 kvadratkilometer.
Terrängen på Al Fīyay är mycket platt. Öns högsta punkt är 11 meter över havet. Den sträcker sig 3,2 kilometer i nord-sydlig riktning, och 3,0 kilometer i öst-västlig riktning.